# Gerald W. Landis

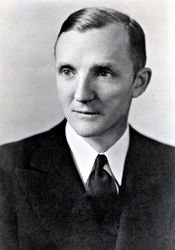
Gerald W. Landis

Gerald Wayne Landis (* 23. Februar 1895 in Bloomfield, Greene County, Indiana; † 6. September 1971 in Linton, Indiana) war ein US-amerikanischer Politiker. Zwischen 1939 und 1949 vertrat er den Bundesstaat Indiana im US-Repräsentantenhaus.

## Werdegang
Gerald Landis besuchte die öffentlichen Schulen seiner Heimat. Während des Ersten Weltkrieges war er Leutnant in der US Army. Danach setzte er seine Ausbildung bis 1923 mit einem Studium an der Indiana University in Bloomington fort. Zwischen 1923 und 1938 arbeitete Landis als Lehrer in Linton. Politisch war er Mitglied der Republikanischen Partei. 1944 war er Delegierter zur Republican National Convention in Chicago, auf der Thomas E. Dewey erstmals als Präsidentschaftskandidat nominiert wurde. 20 Jahre später, im Jahr 1964, war er Delegierter auf dem regionalen republikanischen Parteitag in Indiana.
Bei den Kongresswahlen des Jahres 1938 wurde Landis im siebten Wahlbezirk von Indiana in das US-Repräsentantenhaus in Washington, D.C. gewählt, wo er am 3. Januar 1939 die Nachfolge von Arthur H. Greenwood antrat. Nach vier Wiederwahlen konnte er bis zum 3. Januar 1949 fünf Legislaturperioden im Kongress absolvieren. Diese waren seit 1941 von den Ereignissen des Zweiten Weltkrieges und dessen Folgen geprägt. Im Jahr 1948 wurde Landis nicht bestätigt. Zwischen 1954 und 1961 arbeitete er für das US-Landwirtschaftsministerium. Er starb am 6. September 1971 in Linton.